# Red Raiders de Texas Tech
Les Red Raiders de Texas Tech (en anglais : Texas Tech Red Raiders) se réfèrent aux 17 équipes sportives féminines et masculines qui représentent l'Université Texas Tech située à Lubbock dans l'État du Texas. La dénomination Lady Raiders est uniquement utilisée pour désigner son équipe féminine de basket-ball.
Ces équipes participent à onze sports universitaires organisés par la National Collegiate Athletic Association au sein de sa Division I. Elles sont membres de la Big 12 Conférence.
Ses mascottes sont dénommées Raider Red (en) et The Masked Rider (en).
La présente page est principalement dédiée à sa plus fameuse équipe soit celle de football américain qui utilise le Jones AT&T Stadium, enceinte de 60 454 places inaugurée en 1947.
Emmenée par Sheryl Swoopes, l'équipe féminine de basket-ball a remporté le titre national en 1993 tandis que l'équipe masculine a atteint la finale en 2019.

## Sports représentés
| Hommes (6)                                  | Femmes (8)        |
| ------------------------------------------- | ----------------- |
| Athlétisme†                                 | Athlétisme†       |
| Baseball                                    | Basketball        |
| Basketball                                  | Cross country     |
| Cross country                               | Football (soccer) |
| Football américain                          | Golf              |
| Golf                                        | Tennis            |
| Tennis                                      | Softball          |
|                                             | Volleyball        |
| † – Athlétisme en salle et/ou en plein air. |                   |

## Football américain

### Descriptif en début de saison 2025
- Couleurs :   (rouge écarlate ou scarlet et noir)

- Dirigeants :
  - Directeur sportif : Kirby Hocutt (en)
  - Entraîneur principal : Joey McGuire (en) 4e saison, bilan : 23 - 16  (59%)

- Stade
  - Nom : Jones AT&T Stadium
  - Capacité : 60 454[1]
  - Surface de jeu : pelouse artificielle (Fieldturf)
  - Lieu : Lubbock, Texas

- Conférence :
  - Actuelle : Big 12 Conference (depuis 1996)
  - Ancienne : 
    - Indépendants (1925–1931, 1957–1959)
    - Border Conference (en) (1932–1956)
    - Southwest Conference (1960–1995)
    - Big 12 Conference, South Division (1996–2010)

- Internet :
  - Nom site Web : texastech.com
  - URL : https://texastech.com/sports/football

- Bilan des matchs :
  - Victoires : 605 (53,9%)
  - Défaites : 486
  - Nuls : 32

- Bilan des Bowls :
  - Victoires : 16 (42,7%)
  - Défaites : 24
  - Nuls : 1

- College Football Playoff : 0

- Titres :
  - Titres nationaux : 0
  - Titres de conférence : 11

Logo de la mascotte The Masket Rider.

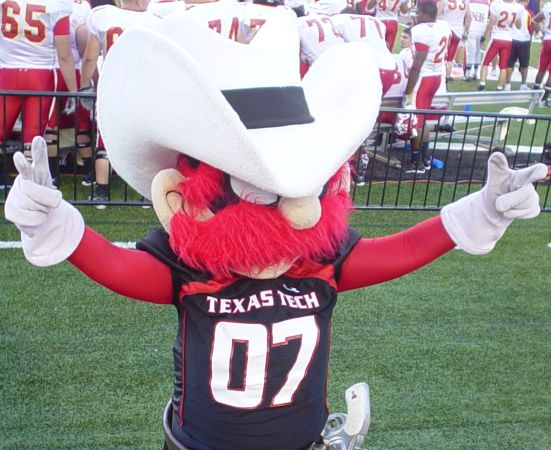
La mascotte Raider Red.

  - Titres de la South Division de la B12 : 1 (2008)

- Joueurs :
  - Meilleures statistiques individuelles de l'histoire des Red Raiders (en).
  - Vainqueurs du Trophée Heisman : 0
  - Sélectionnés All-American : 12[2],[3]

- Hymne : « Fight, Raiders, Fight (en) »
- Mascottes : Raider Red (en) / Raider Red (en)
The Masked Rider (en)
- Fanfare : Goin' Band from Raiderland (en)

- Rivalités :
  - Bears de Baylor
  - Horned Frogs de TCU
  - Longhorns du Texas
  - Aggies de Texas A&M

### Histoire
Texas Tech (dénommé à l'époque Texas Technological College (en)) a joué son premier match universitaire le 3 octobre 1925 contre l'Université McMurry (en). Le match se termine sur un 0-0 assez controversé. Bien que le kicker Elson Archibald de Texas Tech ait réussi un field goal de 20 yards dans les ultimes secondes de jeu, l'arbitre a jugé que le temps était écoulé avant qu'il ne frappe le ballon. Il a été rapporté plus tard que l'arbitre avait voulu se venger de ne pas avoir été choisi pour devenir le premier entraîneur principal de Texas Tech, le choix de l'université s'étant porté sur Ewing Y. Freeland (en) L'équipe était surnommée les "Matadors" de 1925 à 1936, un surnom suggéré par l'épouse de E. Y. Freeland pour refléter l'influence de l'architecture de la Renaissance espagnole sur le campus.

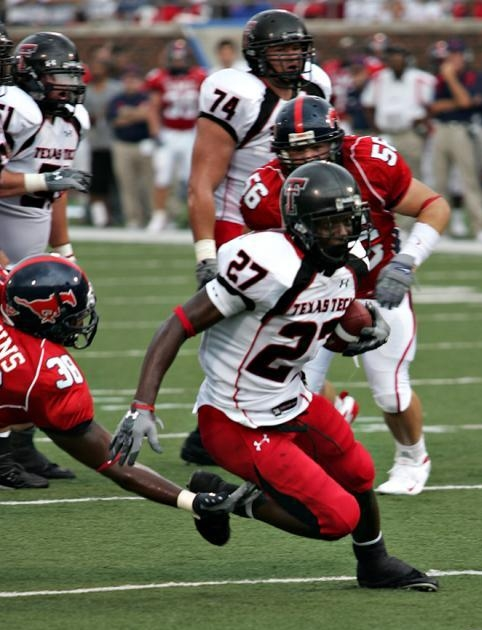
Texas Tech en 2007.

En 1932, le programme rejoint la Border Intercollegiate Athletic Association (en). Le surnom de « Matadors » est officiellement remplacé en 1937 par « Red Raiders », un surnom que leur a attribué un écrivain sportif impressionné par leurs uniformes écarlates et brillants. Cette même saison, Texas Tech remporte son premier titre de champion de conférence et est ainsi invité à disputer le Sun Bowl. Le match se joue le 1er janvier 1938, mais les Red Raiders sont battus 6–7 par les Mountaineers de la Virginie-Occidentale. Ce n'est qu'après quatre nouvelles défaites que Texas Tech remportera son premier bowl universitaire à l'occasion du Sun Bowl 1952. Avant de quitter la Border Intercollegiate Athletic Association en 1956, les Red Raiders y auront remporté 9 titres de champions de conférence dont 1 partagé ce qui constitue le record pour les équipes membres de cette conférence.
En 1956, Texas Tech intègre la Southwest Conference (SWC) mais reste pendant quatre saison inéligible pour le titre de conférence (période de transition). Elle y remporte le titre de la conférence en 1976 et 1994 (titres partagés). Après la dissolution de cette conférence en 1996, l'équipe rejoint la Big 12 Conference et sa South Division jusqu'en 2010 moment où les deux divisions fusionnent.
Les Red Raiders, entraînés par Mike Leach (en) de 2000 à 2009, vont cumuler 56 victoires entre 2000 et 2006. Pendant cette même période, seules trois autres équipes de la Big 12 obtiendront plus de victoires — Oklahoma, Texas et Nebraska —. Texas Tech affichera, dans cette conférence, un bilan positif entre les saisons 1996 et 2010 (15 saisons consécutives),. En 2003, Texas Tech était la seule équipe à avoir jamais eu au moins 5 joueurs avec au moins 60 réceptions sur une seule saison. En 2008, les Red Raiders étaient l'une des trois équipes de football à se partager le titre de champion de sa division (bilan de 7-1 comme Oklahoma et Texas) mais c'est Oklahoma qui est désignée pour disputer la finale de conférence parce qu'elle était l'équipe la mieux classée au classement du Bowl Championship Series.

### Palmarès

#### Titre de champion national
Texas Tech n'a jamais remporté de titre national en football américain.

#### Titres de conférence
Texas Tech a remporté 11 titres de conférence dont 3 partagés (†) :
| Saison            | Conférence             | Entraîneur         | Bilan global (V-D-N) | Bilan de conférence (V-D-N) |
| ----------------- | ---------------------- | ------------------ | -------------------- | --------------------------- |
| 1937              | Border Conference (en) | Pete Cawthon (en)  | 8–4–0                | 3–0–0                       |
| 1942 †            | Border Conference (en) | Dell Morgan (en)   | 4–5–1                | 4–0–0                       |
| 1947              | Border Conference (en) | Dell Morgan (en)   | 6–4–0                | 4–0–0                       |
| 1948              | Border Conference (en) | Dell Morgan (en)   | 7–3–0                | 5–0–0                       |
| 1949              | Border Conference (en) | Dell Morgan (en)   | 7–5–0                | 5–0–0                       |
| 1951              | Border Conference (en) | DeWitt Weaver (en) | 7–4–0                | 5–0–0                       |
| 1953              | Border Conference (en) | DeWitt Weaver (en) | 11–1–0               | 5–0–0                       |
| 1954              | Border Conference (en) | DeWitt Weaver (en) | 7–2–1                | 4–0–0                       |
| 1955              | Border Conference (en) | DeWitt Weaver (en) | 7–3–1                | 3–0–1                       |
| 1976 †            | Southwest Conference   | Steve Sloan (en)   | 10–2–0               | 7–1–0                       |
| 1994 †            | Southwest Conference   | Spike Dykes (en)   | 6–6–0                | 4–3–0                       |
| † = Titre partagé |                        |                    |                      |                             |

#### Titre de division
Texas Tech était précédemment membre de la Division Sud de la Conférence B12 (1966-2011). Ils ont été champions de cette division (à égalité avec les Sooners de l'Oklahoma) en 2008.
| Saison            | Division     | Entraîneur      | Bilan global | Bilan de conférence | Finale de conférence                                           | Finale de conférence                                           |
| ----------------- | ------------ | --------------- | ------------ | ------------------- | -------------------------------------------------------------- | -------------------------------------------------------------- |
| Saison            | Division     | Entraîneur      | Bilan global | Bilan de conférence | Adversaire                                                     | Résultat                                                       |
| 2008 †            | Big 12 South | Mike Leach (en) | 11–2         | 7–1                 | ̼NJ, Oklahoma étant considéré premier (règlements de départage) | ̼NJ, Oklahoma étant considéré premier (règlements de départage) |
| † = Titre partagé |              |                 |              |                     |                                                                |                                                                |

#### Bowls
| # | Numéro d'ordre du bowl             |
| † | Record d'assistance du bowl        |
| ‡ | Ancien record d'assistance du bowl |

| G | Gagné     |
| P | Perdu     |
| N | Match nul |

| # | Numéro d'ordre du bowl             |
| † | Record d'assistance du bowl        |
| ‡ | Ancien record d'assistance du bowl |

| G | Gagné     |
| P | Perdu     |
| N | Match nul |

### Entraîneurs principaux
| N°                                              | Nom                     | Saison(s)   |      | Bilan général | Bilan général | Bilan général | Bilan général | Bilan général |      | Matchs de conférence | Matchs de conférence | Matchs de conférence | Matchs de conférence |      | Bowls | Bowls | Bowls |  | Titres | Titres |  | Récompense |
| ----------------------------------------------- | ----------------------- | ----------- | ---- | ------------- | ------------- | ------------- | ------------- | ------------- | ---- | -------------------- | -------------------- | -------------------- | -------------------- | ---- | ----- | ----- | --- |  | ------ | ------ |  | ---------- |
| N°                                              | Nom                     | Saison(s)   | Nb.  | G.            | P.            | N.            | %             | G.            | P.   | N.                   | %                    | G.                   | P.                   | N.   | T.C.  | T.D.  | |  |        |        |  | Récompense |
| 1                                               | Ewing Y. Freeland (en)  | 1925–1928   | 037  | 21            | 10            | 6             | 64,9          | —             | —    | —                    | —                    | —                    | —                    | —    | —     | —     | — |  |        |        |  |            |
| 2                                               | Grady Higginbotham (en) | 1929        | 010  | 01            | 07            | 2             | 20,0          | —             | —    | —                    | —                    | —                    | —                    | —    | —     | —     | — |  |        |        |  |            |
| 3                                               | Pete Cawthon (en)       | 1930–1940   | 114  | 76            | 32            | 6             | 69,3          | 10            | 01   | 1                    | 87,5                 | 0                    | 2                    | 0    | 1     | —     | — |  |        |        |  |            |
| 4                                               | Dell Morgan (en)        | 1941–1950   | 107  | 55            | 49            | 3             | 52,8          | 23            | 03   | 1                    | 87,0                 | 0                    | 3                    | 0    | 4     | —     | Entraîneur de l'année en Conférence Border (1949)                                                                  |  |        |        |  |            |
| 5                                               | DeWitt Weaver (en)      | 1951–1960   | 105  | 49            | 51            | 5             | 49,0          | 20            | 06   | 3                    | 74,1                 | 2                    | 1                    | 0    | 4     | —     | Entraîneur de l'année en Conférence Border (1951, 1953)                                                            |  |        |        |  |            |
| 6                                               | J. T. King (en)         | 1961–1969   | 092  | 44            | 45            | 3             | 49,5          | 27            | 35   | 1                    | 43,7                 | 0                    | 2                    | 0    | 0     | —     | Entraîneur de l'année en Conférence Southwest (1965)                                                               |  |        |        |  |            |
| 7                                               | Jim Carlen (en)         | 1970–1974   | 059  | 37            | 20            | 2             | 64,4          | 20            | 15   | 0                    | 57,1                 | 1                    | 2                    | 1    | 0     | —     | Entraîneur de l'année en Conférence Southwest (1970, 1973)                                                         |  |        |        |  |            |
| 8                                               | Steve Sloan (en)        | 1975–1977   | 035  | 23            | 12            | 0             | 65,7          | 15            | 08   | 0                    | 65,2                 | 0                    | 2                    | 0    | 1     | —     | Entraîneur de l'année en Conférence Southwest (1976)                                                               |  |        |        |  |            |
| 9                                               | Rex Dockery (en)        | 1977–1980   | 033  | 15            | 16            | 2             | 48,5          | 10            | 13   | 1                    | 43,8                 | 0                    | 0                    | 0    | 0     | —     | Entraîneur de l'année en Conférence Southwest (1978)                                                               |  |        |        |  |            |
| 10                                              | Jerry Moore (en)†       | 1981–1985   | 055  | 16            | 37            | 2             | 30,9          | 09            | 29   | 2                    | 25,0                 | 0                    | 0                    | 0    | 0     | —     | — |  |        |        |  |            |
| 11                                              | David McWilliams (en)   | 1986        | 011  | 07            | 04            | 0             | 63,6          | 05            | 03   | 0                    | 62,5                 | 0                    | 0                    | 0    | 0     | —     | Entraîneur de l'année en Southwest Conference (1986)                                                               |  |        |        |  |            |
| 12                                              | Spike Dykes (en)        | 1986–1999   | 150  | 82            | 67            | 1             | 55,0          | 57            | 40   | 1                    | 58,7                 | 2                    | 5                    | 0    | 1     | 0     | Entraîneur de l'année en Southwest Conference (1989, 1993, 1994) Entraîneur de l'année en Conférence Big 12 (1996) |  |        |        |  |            |
| 13                                              | Mike Leach (en)         | 2000–2009   | 127  | 84            | 43            | —             | 66,1          | 47            | 33   | —                    | 58,8                 | 5                    | 4                    | —    | 0     | 1     | Entraîneur de l'année en Conférence Big 12 (2008) Trophée George Munger (2008) Trophée Woody Hayes (2008)          |  |        |        |  |            |
| Int                                             | Ruffin McNeill (en)     | 2009        | 01   | 01            | 0             | —             | 100,0         | —             | —    | —                    | —                    | 1                    | 0                    | —    | —     | —     | — |  |        |        |  |            |
| 14                                              | Tommy Tuberville        | 2010–2012   | 037  | 20            | 17            | —             | 54,1          | 09            | 17   | —                    | 29,4                 | 1                    | 0                    | —    | 0     | 0     | — |  |        |        |  |            |
| Int                                             | Chris Thomsen (en)      | 2012        | 01   | 01            | 0             | —             | 100,0         | —             | —    | —                    | —                    | 1                    | 0                    | —    | —     | —     | — |  |        |        |  |            |
| 15                                              | Kliff Kingsbury         | 2013–2018   | 075  | 35            | 40            | —             | 46,6          | 19            | 35   | —                    | 35,1                 | 1                    | 2                    | 0    | 0     | —     | — |  |        |        |  |            |
| 16                                              | Matt Wells (en)         | 2019-2021   | 022  | 13            | 017           | —             | 43,3          | 7             | 016  | —                    | 30,4                 | 0                    | 0                    | 0    | 0     | —     | — |  |        |        |  |            |
| Int                                             | Sonny Cumbie (en)       | 2021        | 05   | 02            | 03            | —             | 40,0          | 1             | 03   | —                    | 25,0                 | 1                    | 0                    | 0    | 0     | —     | — |  |        |        |  |            |
| 17                                              | Joey McGuire (en)       | depuis 2022 | e.c. | e.c.          | e.c.          | —             | e.c.          | e.c.          | e.c. | —                    | e.c.                 | e.c.                 | e.c.                 | e.c. | e.c.  | —     | — |  |        |        |  |            |
| † = Intronisé au College Football Hall of Fame. |                         |             |      |               |               |               |               |               |      |                      |                      |                      |                      |      |       |       | |  |        |        |  |            |

### Numéros retirés
| N° | Nom             | Poste              | Carrière  |
| -- | --------------- | ------------------ | --------- |
| 44 | Donny Anderson  | Running back       | 1963–1965 |
| 55 | E.J. Holub (en) | Center, Linebacker | 1958–1960 |
| 81 | Dave Parks      | Wide receiver      | 1961–1963 |

### Ring d'honneur
C'est en 2012 que le Ring of Honors de Texas Tech est créé afin d'honorer ses anciens joueurs. Leurs noms sont gravés sur le bâtiment ouest du stade lequel fait face à la surface de jeu. C'est un comité de sélection qui propose le nom des joueurs au directeur sportif de l'université. Cinq « Red Raiders » y figurent dont trois ont déjà vu leur numéro retiré.
| Nom              | Poste             | Carrière  | Année d'intRonisation |
| ---------------- | ----------------- | --------- | --------------------- |
| Donny Anderson   | Running back      | 1963–1965 | 2012                  |
| E. J. Holub (en) | Center/Linebacker | 1958–1960 | 2012                  |
| Dave Parks       | Wide receiver     | 1961–1963 | 2012                  |
| Gabe Rivera (en) | Defensive lineman | 1979–1982 | 2014                  |
| Zach Thomas      | Linebacker        | 1993–1995 | 2016                  |

### Rivalités
Dernière mise à jour après la saison 2024
| Équipe rivale            | Surnom de l'événement   | Nom du Trophée     | Bilan des Red Raiders | Bilan des Red Raiders | Bilan des Red Raiders | Bilan des Red Raiders | Bilan des Red Raiders | Premier match | Dernier match |
| ------------------------ | ----------------------- | ------------------ | --------------------- | --------------------- | --------------------- | --------------------- | --------------------- | ------------- | ------------- |
| Équipe rivale            | Surnom de l'événement   | Nom du Trophée     | Nb.                   | V.                    | D.                    | N.                    | %                     | Premier match | Dernier match |
| Bears de Baylor          | -                       | -                  | 82                    | 40                    | 42                    | 1                     | 48,8                  | 1929          | 2024          |
| Horned Frogs de TCU      | West Texas Championship | Saddle Trophy      | 67                    | 33                    | 31                    | 3                     | 49,3                  | 1926          | 2024          |
| Longhorns du Texas       | -                       | Chancellor's Spurs | 73                    | 18                    | 55                    | 0                     | 24,6                  | 1928          | 2023          |
| Aggies de Texas A&M      | -                       | -                  | 70                    | 32                    | 37                    | 1                     | 45,7                  | 1927          | 2011          |
| Cougars de Houston       | -                       | -                  | 35                    | 16                    | 18                    | 1                     | 45,7                  | 1951          | 2023          |
| Razorbacks de l'Arkansas | -                       | -                  | 38                    | 8                     | 30                    | 21,6                  | 21,1                  | 1957          | 2024          |

#### Bears de Baylor
Page anglophone de la rivalité (en)
Baylor est l'équipe contre laquelle Texas Tech a le plus joué depuis la création de son programme de football américain. Baylor mène la série avec 40 victoires pour 39 à Texas Tech et 1 nul.
La rivalité débute en 1929 et les rencontrent ont lieu chaque année depuis la saison 1956. Entre 1947 et 1964, Baylor a remporté 14 des 15 matchs disputés. Texas Tech a remporté 15 matchs consécutifs entre 1996 et 2010. Cette série a été suivie par 5 victoires consécutives de Baylor.
Le match de 2009 s'est déroulé dans l'AT&T Stadium (stade de la franchise NFL des Cowboys de Dallas), le premier de la série disputé sur terrain neutre. L'assistance y était de 71 964 spectateurs, record de la série. Celui de 2010 se déroule au Cotton Bowl situé à  Fair Park dans la banlieue de Dallas pendant la State Fair of Texas avant d'être rejoués à l'AT&T Stadium de 2011 jusqu'en 2018. Cependant depuis la saison 2019, les matchs sont de nouveau joués dans les stades des deux équipes de façon alternative. Baylor a donc accueilli Texas Tech en 2019 à Waco et les Red Raiders ont accueilli les Bears en 2020 à Lubbock.

#### Horned Frogs de TCU
Page anglophone de la rivalité (en)
Le vainqueur du match de rivalité se voit remettre le « Saddle Trophy », sur lequel sont inscrits tous les résultats des matchs entre les universités rivales. Les équipes se sont rencontrées à 59 reprises depuis 1926. Le match a d'abord été baptisé « West Texas Championship ». Le « Saddle Trophy » a été décerné pour la première fois en 1961 et chaque saison jusqu'en 1970. Au cours de cette période de dix ans, les universités ont chacune remporté 5 matchs. Le trophée a ensuite été perdu. Le nom de la rivalité a disparu jusqu'à ce que le surnom et le trophée ne soient réintroduits en 2017.
De 1926 à 1955, TCU et Texas Tech ont souvent joué en tant qu'adversaires hors conférence. En 1956, Texas Tech rejoint la Southwest Conference (SWC) et les équipes ont joué chaque année en tant que membres de la même conférence à l'exception de la saison 1957 (Texas Tech n'était pas été considérée en tant que membre à part entière de la SWC avant 1960), jusqu'à la dissolution de la conférence en 1995. Après la dissolution du SWC, les équipes se sont rencontrées en 2004 et 2006, l'équipe jouant à domicile l'emportant à chaque fois (Texas Tech en 2004, TCU en 2006). En 2012, TCU rejoignant la Conférence Big 12, les deux équipes se retrouvent à nouveau chaque année.
TCU a remporté les 5 premiers matchs ce qui constitue sa plus longue série de victoires consécutives (1926 à 1930) tandis que Texas Tech possède deux séries de six victoires consécutives (de 1973 à 1978 et de 1984 à 1990). La plus large victoire est à mettre à l'actif de Texas Tech (+56 points lors de la victoire 63-7 en 1985). La plus large victoire de TCU (+55 points) date de 2014 (victoire 82-27). Texas Tech mène la série avec 33 victoires pour 31 à TCU et 3 nuls.

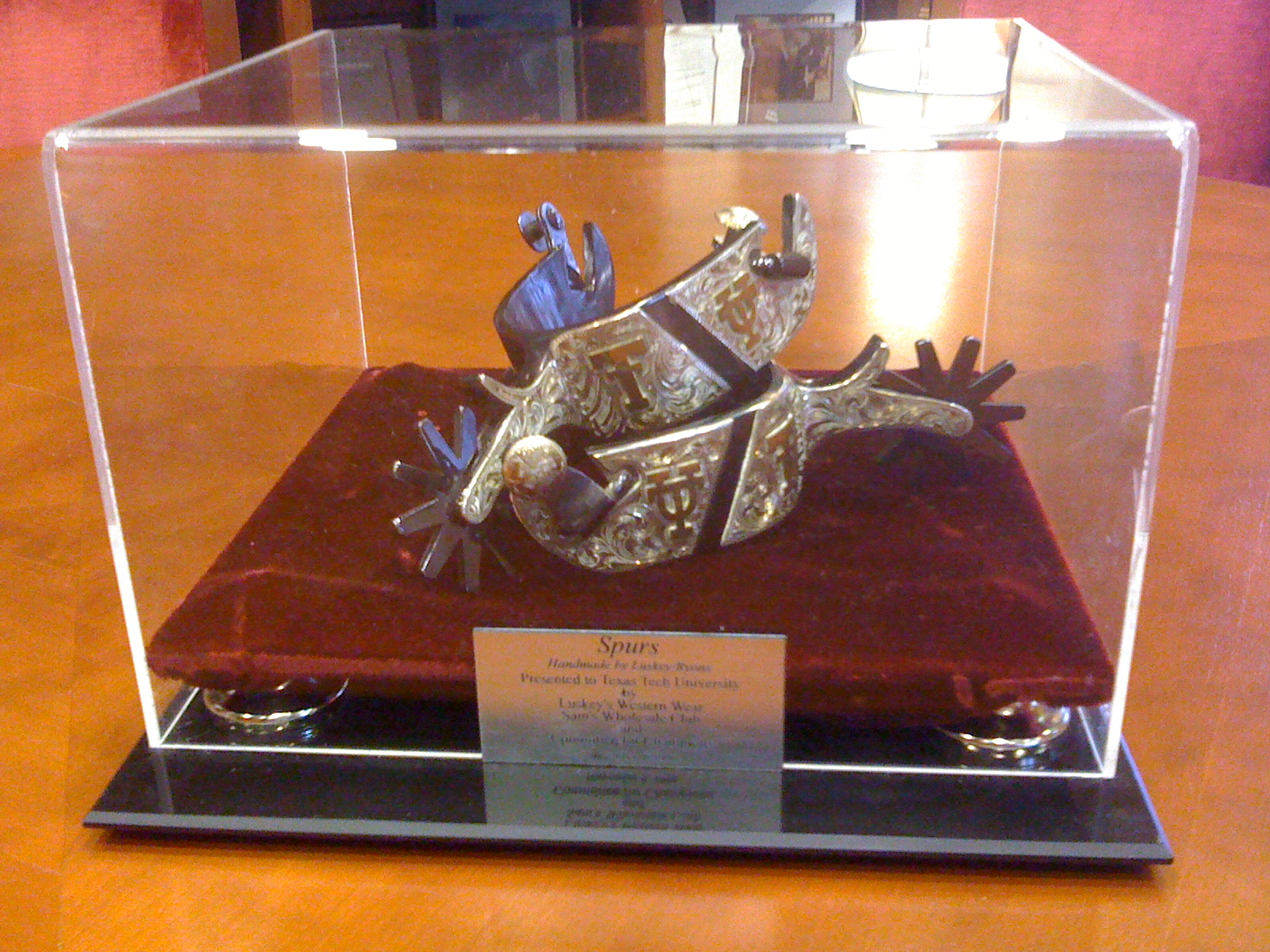
Le trophée du Chancellor's Spurs.

#### Longhorns du Texas
Page anglophone de la rivalité (en)
Les Longhorns sont les principaux rivaux des Red Raiders même si l'inverse n'est pas vrai puisque Texas possède cinq autres rivalités plus importante que celle avec Texas Tech.
La série a débuté en 1928 et les équipes ne se sont rencontrées qu'à 9 reprises jusqu'en 1960. Depuis lors, elles se rencontrent chaque année. C'est seulement depuis la saison 1996, que le trophée Chancellor's Spurs (en) est remis aux vainqueurs du match de rivalité. Ceux-ci le détienne jusqu'à la prochaine rencontre. Il est courant que les étudiants de Texas Tech campent quelques jours avant les matchs à domicile contre les Longhorns du Texas et les Sooners de l'Oklahoma. Le match de 2008 a été l'un des trois matchs 
ayant conduit à une égalité parfaite entre trois équipes pour le titre de champion de la Division South de la Conférence Big 12, ce qui n'était jamais arrivé dans l'histoire de la NCAA.
En fin de saison 2020, ce sont les Longhorns qui mènent la série avec 53 victoires pour 17 aux Red Raiders. Ils ont également remporté 19 des 24 matchs depuis la création du trophée,. Texas Tech n'a jamais gagné plus de deux matchs consécutifs tandis que la plus longue série de victoires consécutives de Texas est de 8 matchs (entre 1958 et 1966).

#### Aggies de Texas A&M
Page anglophone de la rivalité (en)

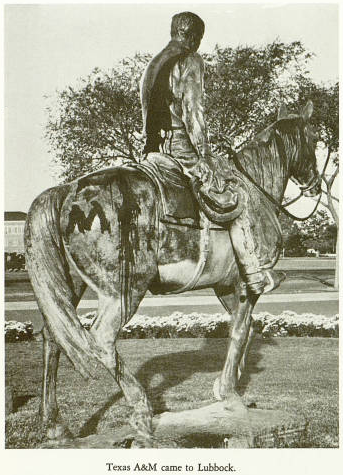
La statue « Riding Into the Sunset » vandalisée en 1969.

La séries a débuté en 1927. Les équipes se sont rencontrées chaque année depuis la saison 1957 lorsqu'elles étaient rivaux de conférence jusqu'en 2011 lorsque Teaxs A&M a quitté la Big 12 pour la Southeastern Conference.
Texas A&M a dominé la série durant les premières années (1927-1955) affichant un bilan de 12 victoires pour 3 défaites, tandis que Texas Tech l' a fait par la suite (1957-2011) avec un bilan de 29 victoires pour 25 défaites et 1 nul. Les deux équipes sont à égalité avec six matchs chacune pour la plus longue séquence de victoires, celle de Texas Tech allant de 1968 à 1973 et celle de Texas A&M allant de 1927 à 1945. Avec le départ de Texas A&M de la Big 12 Conference en 2012, il n'est pas certain que la rivalité puisse se poursuivre à l'avenir.
L'un des monuments les plus connus sur le campus de l'Université Texas Tech est la statue « Riding Into the Sunset (en) » représentant Will Rogers sur son cheval « Soapsuds ». Une légende universitaire soutient que la statue était à l'origine destinée à être positionnée avec Will Rogers faisant dirigé vers l'ouest, faisant en sorte qu'il chevauche dans le coucher du soleil. Cependant, cette position aurait impliqué que le postérieure de « Soapsuds » aurait été dirigée vers l'est, soit vers le centre-ville de Lubbock, ce qui aurait été considéré comme une insulte vis-à-vis de la communauté de la ville. Pour résoudre ce problème, la statue a été tournée de 23 degrés vers l'est, le postérieur de Soapsuds étant alors dirigé vers le campus de l'Université Texas A&M située à College Station dans le Texas.
La statue est donc ainsi devenue un symbole de la rivalité avec Texas A&M. En 1969, après la défaite des Aggies 13-9 à Lubbock, la statue est vandalisée et recouverte de peinture marron, la couleur principale de Texas A&M. Depuis cette dégradation, les « Saddle Tramps », une organisation étudiante du Texas Tech, enveloppent la statue dans du papier crépon rouge avant chaque match à domicile.

### Mascottes

#### The Masked Rider

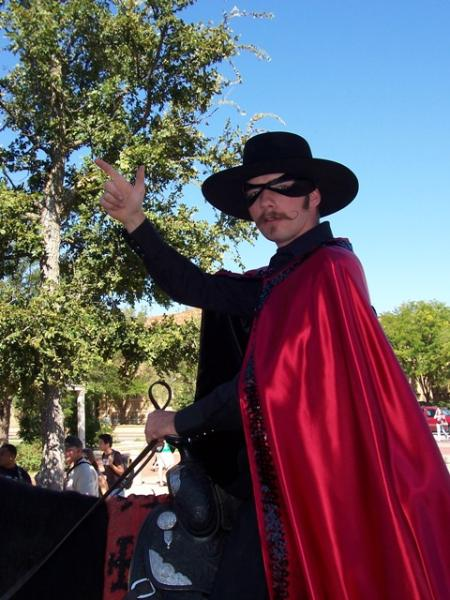
The Masket Rider mimant le geste d'un revolver.

Le « Masked Rider » ou « Cavalier Masqué » est la principale mascotte de Texas Tech. C'est la plus ancienne des mascottes de l'université encore en existence aujourd'hui. Initialement appelée « Ghost Rider », il était une mascotte non officielle apparue lors de quelques matchs de la saison 1936. Elle n'est devenue officielle qu'à l'occasion du Gator Bowl 1954. La mascotte a depuis été présente lors de presque tous les matchs. Le cavalier masqué sur son cheval arrive au galop sur le terrain devançant l'entrée des joueurs de Texas Tech. Elle a été la première mascotte universitaire du pays à présenter un cheval vivant lors d'un match de football américain, bien antérieur au Traveler (en) des Trojans de l'USC (depuis 1961), au chef Osceola et Renegade (en) des Seminoles de Florida State (depuis 1978) et au Bullet (en) chavauché par le « Spirit Rider » des « Cowboys d'Oklahoma State » (depuis 1984).
Le Cavalier Masqué est habillé de noir de la tête aux pieds. Son costume comporte également un chapeau de gaucho et un masque noirs. Son équipement est complété par une cape de couleur écarlate (scarlet). Depuis le début des années 1970, la robe du cheval est également noire ce qui n'était pas toujours le cas auparavant.
Les étudiants jouant le rôle du cavalier passent une entrevue et doivent réussir un test rigoureux avant d'être sélectionnés par le comité consultatif des cavaliers masqués (Masked Rider Advisory Committee). Le « Cavalier Masqué » est disponible pour des apparitions publiques sans frais même si un don est encouragé.
En 2000, une sculpture, conçue par Grant Speed, est érigée sur le campus pour commémorer la tradition du cavalier masqué. Elle est située à l'extérieur du Frazier Alumni Pavilion et est 25% plus grande que nature. En août 2013, la statue a été enveloppée dans du papier crêpe noir à la suite du décès du premier cavalier masqué, Joe Kirk Fulton,.

#### Raider Red
Raider Red (en), un personnage costumé, est la seconde mascotte de Texas Tech. Il est présent où le cheval du « Cavalier Masqué » n'est pas autorisé. Vers la saison 1971, la Conférence Southwest crée une règle interdisant le transport des mascottes d'animaux vivants pour les matchs joués en déplacement à moins que l'université hôte ne l'autorise. Étant donné que le cheval du « Masket Rider » aurait pu être interdit d'assister à certains matchs en vertu de cette règle, une nouvelle mascotte alternative dénommée « Raider Red » est créé. La tradition d'avoir deux mascottes n'a pas été modifiée lorsque Texas Tech a intégré la Conférence Big 12.
C'est Jim Gaspard, un étudiant membre de l'organisation des « Saddle Tramps (en) » de Texas Tech, qui crée la conception originale du costume de « Raider Red » . Celui-ci est basé sur un personnage de bande dessinée créé par Dirk West (en), dessinateur et ancien maire de la ville de Lubbock. Raider Red est un personnage du Far West dont le chapeau de cow-boy est surdimensionné. Il porte deux armes avec lesquelles il tire en l'air dès chaque fois que Texas Tech inscrit des points.
L'étudiant portant le costume de Raider Red est un membre des « Saddle Tramps » ou des « High Riders (en) ». Bien que l'identité de l'étudiant jouant le rôle du « Masked Rider » soit de notoriété publique, celle de l'étudiant jouant « Raider Red » est gardée secrète jusqu'à la fin de son mandat. Le successeur de Jim Gaspard fut Stan Alcott lequel a tenu le rôle en 1971, 1972 et 1973 mais son identité ne fut révélé que fin 1973. Le 15 mars 2007, l'université révèle que, pour la première fois depuis la création du personnage, deux personnes différentes (un homme et une femme) ont occupé le poste au cours d'un même mandat. En 2012, « Raider Red » remporte le concours « Capital One Mascot Challenge » après avoir battu en finale Cocky (en), mascotte de l'Université de Caroline du Sud.

### Récompenses individuelles
| Joueur All-America de l'année par AT&T ESPN - Michael Crabtree (2007) - Graham Harrell (2008) Débutant de l'année par CBSSports.com - Michael Crabtree (2007) Doak Walker Award - Bam Morris (1993) - Byron Hanspard (1996) Trophée Fred Biletnikoff - Michael Crabtree (2007, 2008) Trophée Johnny Unitas Golden Arm - Graham Harrell (2008) Trophée Mosi Tatupu - Wes Welker (2003) Trophée Paul Warfield - Michael Crabtree (2007, 2008) Trophée Sammy Baugh - Kliff Kingsbury (2002) - B.J. Symons (2003) - Graham Harrell (2007) - Patrick Mahomes (2016) | Joueur universitaire de l'année par Sporting News - Donny Anderson (1965) - Graham Harrell (2008) Freshman de l'année par Touchdown Club of Columbus - Michael Crabtree (2007) Joueur défensif de l'année en Conférence Big 12 - Dwayne Slay (2005) Défenseur nouveau venu de l'année en Conférence Big 12 - McKinner Dixon (2008) Freshman (1re année) offenssif de l'année en Conférence Big 12 - Shaud Williams (1999) - Michael Crabtree (2007) - Baker Mayfield (2013) Nouveau venu offensif de l'année en Conférence Big 12 - Robert Johnson (2005) Joueur défensif de l'année en Conférence Southwest - Gabriel Rivera (1982) |

#### Red Raiders au College Football Hall of Fame
Sept Red Raiders ont été intronisés au College Football Hall of Fame alors qu'il n'y en a aucun au Pro Football Hall of Fame
| Nom                 | Poste | Année d'intronisation |
| ------------------- | ----- | --------------------- |
| Donny Anderson      | RB    | 1989                  |
| Hub Bechtol (en)    | End   | 1991                  |
| E. J. Holub (en)    | C/LB  | 1986                  |
| Byron Hanspard (en) | RB    | 2006                  |
| Dave Parks          | WR    | 2008                  |
| Gabriel Rivera (en) | DL    | 2012                  |
| Zach Thomas         | LB    | 2015                  |

### Chant de guerre
« Fight, Raiders, Fight » est le chant de guerre des Red Raiders de Texas Tech. Il a été écrit par Vic Williams et John J. Tatgenhorst de Lubbock pour les « Matadors », nom originel des équipes représentant l'université dénommée à l'époque Texas Technological College. En 1936, Carroll McMath et Jameis Nevins, membres de la fanfare de l'université ont modifié les paroles pour qu'elles coïncident avec le nouveau nom des équipes (Red Raiders).
| Fight, Raiders, Fight ! Fight, Raiders, Fight ! Fight for the school we love so dearly. You'll hit 'em high, you'll hit 'em low. You'll push the ball across the goal, Tech, Fight ! Fight ! We'll praise your name, boost you to fame. Fight for the Scarlet and Black. You will hit 'em, you will wreck 'em. Hit 'em ! Wreck 'em, Texas Tech ! And the Victory Bells will ring out ! |

### Stades

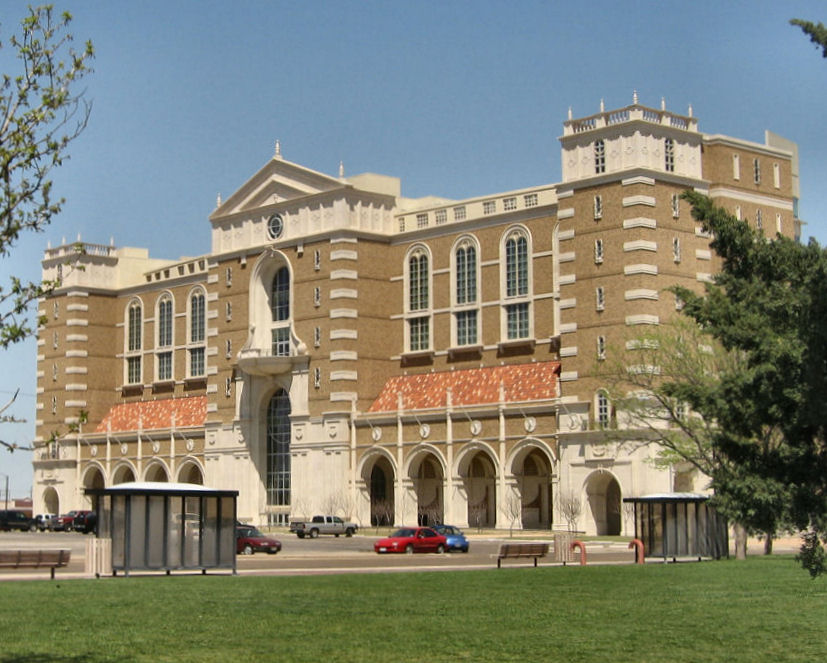
La façade extérieure du Jones AT&T Stadium.

#### South Plains Fairgrounds (1925-1926)
Pour leurs premiers matchs officiels, les Matadors de Texas Tech utilisent un stade de fortune situé sur le South Plains Fairgrounds (en) de Lubbock. Ils y disputent les matchs à domicile de la saison 1925 ainsi que le premier de la saison 1926.

#### Tech Stadium (1926-1946)
Le Tech Stadium se situait sur le campus de l'Université Texas Tech. Il s'agissait d'un stade en bois de 12 000 places en forme de fer à cheval,. L'équipe y joue ses matchs à domicile jusqu'en fin de saison 1946.

#### Jones AT&T Stadium (depuis 1947)
En 1945, Clifford B. Jones, ancien président de l'Université Texas Tech, établit une fiducie de 100 000 dollars ($) pour la construction d'un nouveau stade de football. Celui-ci est inauguré en 1947 sous le nom de Clifford B. and Audrey Jones Stadium, le conseil d'administration de Texas Tech ayant voté pour nommer ainsi le nouveau stade en l'honneur de l'ancien président et de la contribution de son épouse. En 2000, le nom du stade est modifié et devient le Jones SBC Stadium en reconnaissance d'un don de 30 millions de dollars de la société SBC Communications. Cette société changeant de nom pour devenir AT&T, Inc., le nom du stade est adapté en 2005 et devient le Jones AT&T Stadium.
À son ouverture, le stade possède une capacité de 18 000 places assises. Depuis, il a été continuellement agrandi et rénové :
- En 1960, l'ajout d'une cuvette inférieure porte sa capacité à 41 500 sièges ;
- En 1972, une expansion ajoute plus de 10 000 sièges ;
- Pendant les années 1990, 2 000 sièges sont ajoutés ;
- Divers ajouts dans les années 2000 portent sa capacité à 60 454 places[1] ;
- En 2003, un bâtiment de sept étages comprenant 47 suites, un niveau de siège club et une nouvelle aire réservée à la presse remplacent l'ancienne zone de presse construite en 1959[55],[56] ;
- En 2010, l'expansion vers le côté est du stade comprend un ajout de cinq étages avec 1 000 nouveaux sièges, 542 sièges club, 30 suites, un club de restauration et une boutique. Les bureaux de billetterie et d'athlétisme sont déplacés dans le bâtiment situé du côté est[57].
- En 2013, le stade est de nouveau rénové avec l'ajout de 368 sièges, d'un écran géant et d'un meilleur système audio.

Le terrain était équipé d'une pelouse naturelle jusqu'au début de la saison 1972 où elle est remplacée par une pelouse artificielle  de type AstroTurf . Depuis la saison 2006, elle est remplacée par du FieldTurf (en), un autre type de pelouse artificielle.
Texas Tech a été invaincu dans son stade pendant 14 saisons consécutives. En juillet 2014, le département sportif annonce que pour la première fois de son histoire, toute la saison 2014 se jouera à guichets fermés, l'ensemble des tickets ayant été vendus.
Le 29 août 2014, une campagne de financement de 185 millions de dollars est annoncée pour plusieurs projets sportifs. Il s'agit de la première campagne exclusivement axée sur le sport lancée par l'université. Le projet phare de la campagne est une transformation de la zone sud ainsi que le remplacement des dossiers de siège du stade et de la surface de jeu.

## Autres sports
Texas Tech a remporté deux titres nationaux en NCAA : 
- Hommes : vainqueurs du championnat d'athlétisme 2019 (en extérieur)
- Femmes : vainqueurs du tournoi final de basketball 1993

Texas Tech a remporté 76 titres de conférence dont 27 en Conférence Big 12 (Big 12), 27 en Conférence Southwest (SWC) et 22 en Conférence Border (Border) :
- Athlétisme :
  - Big 12 - Hommes - vainqueurs du championnat en salle en 2018, 2019
  - Big 12 - Hommes - vainqueurs du championnat en extérieur en 2005, 2014, 2018, 2019

- Baseball :
  - Big 12 - champions des saisons régulières 1997, 2016, 2017, 2018, 2019
  - Big 12 - vainqueurs du tournoi final 1998
  - SWC - champions en saison régulière 1995
  - SWC - vainqueur du tournoi final 1995

- Basketball :
  - Big 12 - Hommes - champions de la saison régulière 2019
  - Big 12 - Femmes - champions des saisons régulières 1998, 1999, 2000
  - Big 12 - Femmes - vainqueurs du tournoi final en 1998, 1999
  - Border - Hommes - champions en saisons régulières 1933, 1934, 1935, 1954, 1955, 1956
  - SWC - Hommes - champions en saisons régulières 1961, 1962, 1965, 1973, 1985, 1995, 1996
  - SWC - Hommes - vainqueurs du tournoi final en 1976, 1985, 1986, 1993, 1996
  - SWC - Femmes - champions des saisons régulières 1992, 1993, 1994, 1995, 1996
    - SWC - Femmes - vainqueurs du tournoi final en 1992, 1993, 1995

- Cross Country :
  - Big 12 - Femme - vainqueurs des championnats 2008, 2009, 2010

- - Football américain :
  - Big 12 - champions de la South Division en 2008
  - Border - titres de conférence en 1937, 1942, 1947, 1948, 1949, 1951, 1953, 1954, 1955
  - SWC: - titres de conférence en 1976, 1994

- Golf :
  - Border - Hommes - vainqueurs des championnats 1936, 1937, 1939, 1955
  - SWC - Hommes - vainqueurs des championnats 1959, 1971, 1996

- Soccer
  - Big 12 - Femmes - vainqueurs du tournoi final 2015

- Tennis
  - Big 12 - Hommes - champions en saison régulière 2016
  - Big 12 - Femmes champions des saisons régulières 2012, 2013, 2017
  - Big 12 - Femmes - vainqueurs du tournoi final 2017
  - Border - champions en 1936, 1937, 1950

## Galerie

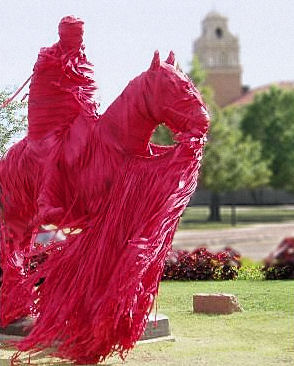
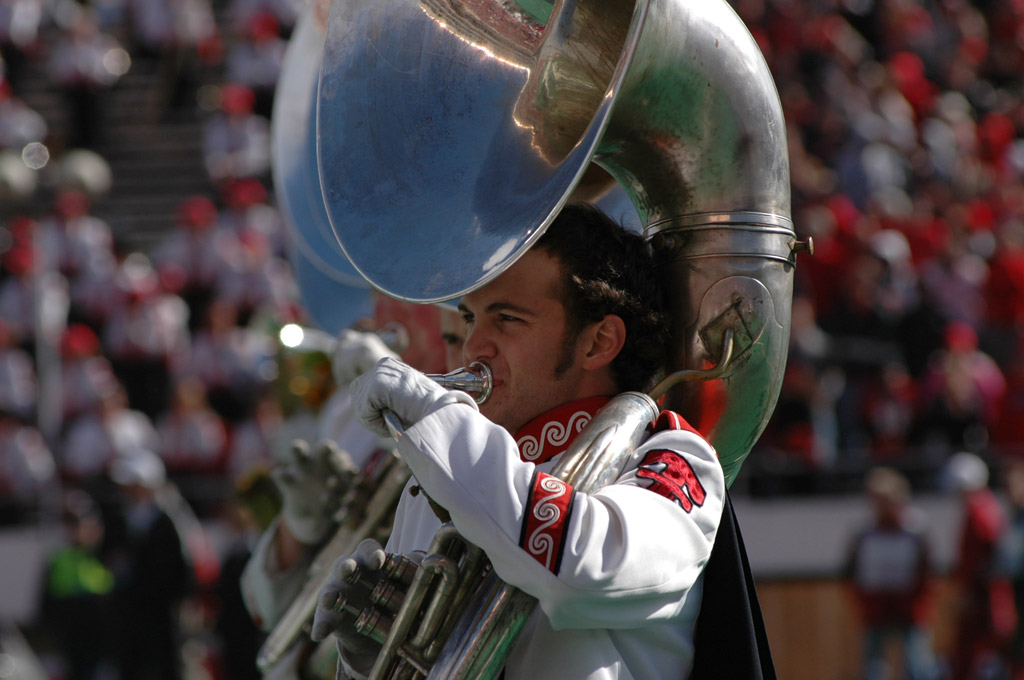
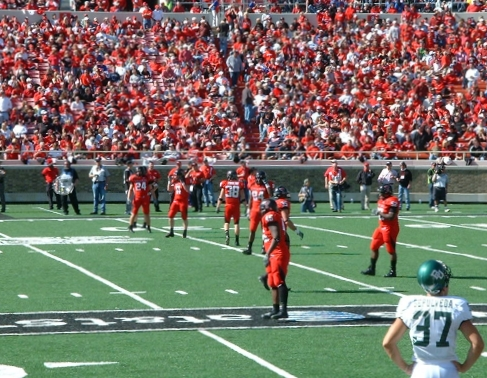
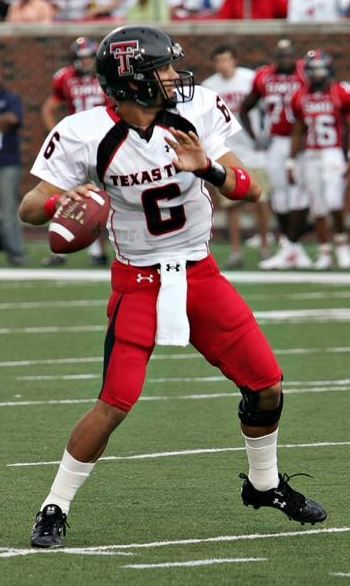
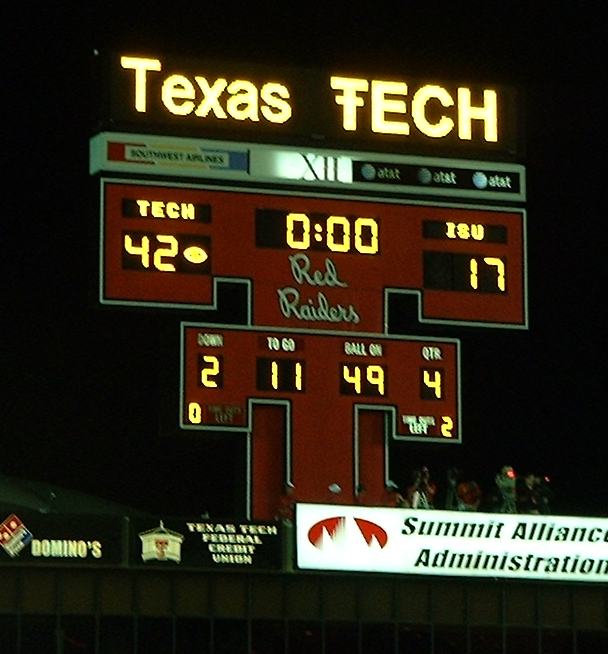
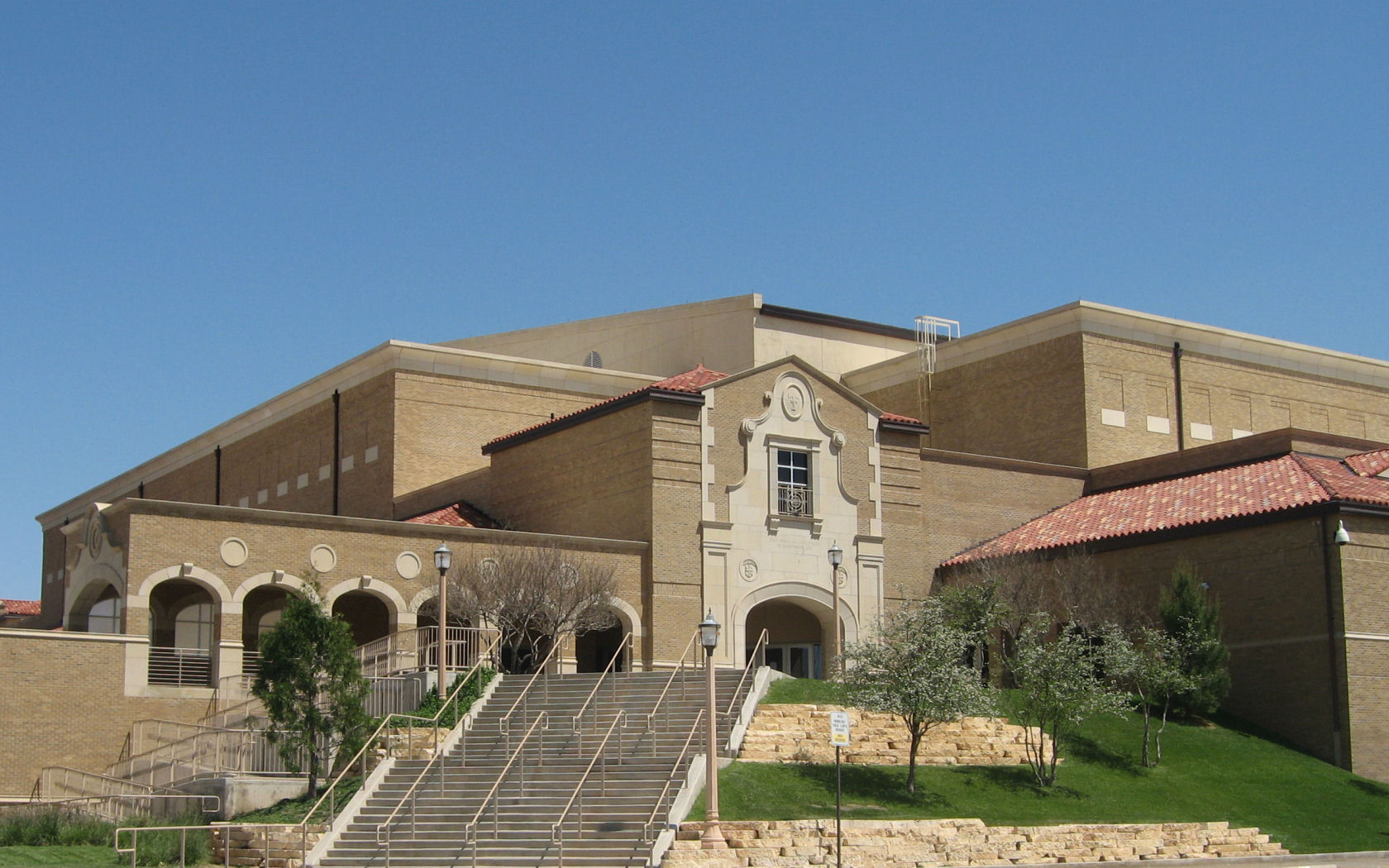